# Xã Bliss, Michigan
Xã Bliss (tiếng Anh: Bliss Township) là một xã thuộc quận Emmet, tiểu bang Michigan, Hoa Kỳ. Năm 2010, dân số của xã này là 620 người.